# Klenot (heraldika)

Drachentaube jako klenot, zde na modrozlaté na točenici

Klenot v heraldice je objekt umístěný nad přilbou, resp. je od přilby oddělen točenicí nebo korunkou (ne hodnostní).
První klenoty používané v boji byly obvykle rohy, křídla nebo ptačí pera. V heraldice se používají z této doby rohy, které mohou být postrkané (se zapíchanými praporky, pery atd.), otevřená nebo zavřená křídla (obvykle orlí). Peří se používalo z kohouta, pštrosa a páva, které může tvořit kytu (několik per poskládaných do tvaru kytky). Později začalo být obvyklé zobrazovat figury zobrazené v erbu. Ty se dělí podle toho z jak velké části jsou zobrazeny, ty které jsou vidět jen z 1/3 říkáme vyrážející, ze 1/2 vyrůstající a z 2/3 vyskakující.
Nejstarší klenot na českém území se objevuje v roce 1220 na pečeti Vítka z Prčice.

## Pravidla
- Klenot je kreslen plasticky (na rozdíl od kresby na štítu, která je plochá)
- Musí vyrůstat z přilby nebo na ní pevně sedět (na točenici a korunce)
- Klenot kopíruje směr pohledu přilby (odchylky se musí hlásit v blasonu)

Lev s korunkou zobrazení: vyrážející
Dvouocasý lev s korunkou zobrazení: rostoucí
Dvouocasý lev s korunkou zobrazení: vyskakující